# Hussein El Shahat
Hussein El Shahat (tiếng Ả Rập: حسين الشحات, sinh ngày 6 tháng 9 năm 1991) là một cầu thủ bóng đá Ai Cập thi đấu cho Al Ahly ở vị trí tiền vệ tấn công.